# Thơ tượng trưng
Thơ tượng trưng, ban đầu để gọi những sản phẩm của một thi phái vào cuối thế kỷ 19 ở Pháp, sau dùng để chỉ một thể loại thơ mà trong đó, nhà thơ vận dụng những biểu tượng và nhạc điệu để nói lên những tâm trạng, cảm xúc của tâm hồn. Các nhà thơ tượng trưng sáng tác chủ yếu dựa trên trực giác, điều này tạo nên sự phân biệt với thơ lãng mạn dựa trên cảm xúc, và thơ cổ điển dựa trên sự thông minh.

## Các nhà thơ tượng trưng

### Pháp
- Charles Baudelaire
- Paul Verlaine
- Arthur Rimbaud
- Paul Valéry
- Stephane Mallarmé
- Albert Samain
- Henri de Régnier

### Các nước phương Tây khác
- Maeterlinck (Bỉ)
- Edgar Allan Poe (Mỹ)